# Фторкаучуки
Фторкаучуки — синтетические каучуки фторированные (СКФ). Фторорганические каучуки имеют химическую формулу {\displaystyle -[(-CH_{2}CF_{2}-)_{x}-(-CF_{2}CFR-)_{y}]_{n}}, где R, например, атом хлора, трифторметильная группа:295.
Известны в мире, также под обозначениями FKMen:FKM, FPM, Viton и др.
Получают эмульсионной полимеризацией винилиденфторида с гексафторпропиленом (R=CF3; СКФ-26, вайтон, флуорел), винилиденфторида с трифторхлорэтиленом (R=Cl; СКФ-32, кель-F), винилиденфторида с перфторметилвиниловым эфиром (R=CF3O; СКФ-260). Молекулярная масса фторкаучуков от 10 тысяч до 1 миллиона; плотность 1,80—1,90 г/см3. Температура стеклования tст –20 (СКФ-26 и СКФ-32) до –40 °C (СКФ-260).

## Ассортимент российских фторкаучуков
В России выпускаются следующие фторкаучуки:
- фторкаучук СКФ-26 — ГОСТ 18376;
- фторкаучук СКФ-32 — ГОСТ 18376;
- фторкаучуки СКФ-26/3, СКФ-26/4, СКФ-26/5, СКФ-26/6, СТП044-363;
- фторкаучуки СКФ-26НМ, СКФ-26ОНМ — ТУ 6-05-1652;
- латекс СКФ-26 — ТУ 6-05-05-137.

## Химическая стойкость фторкаучуков
По химической стойкости фторкаучуки превосходят все известные эластомеры. Фторкаучуки устойчивы к минеральным кислотам, алифатическим и ароматическим углеводородам, бензину, маслам и смазкам. Способность фторкаучуков растворяться в некоторых кетонах и сложных эфирах позволяет использовать их для производства герметиков и клеев. Фторкаучуки предназначены для работы в жёстких условиях, которые не выдерживают углеводородные и натуральные каучуки.

## Вулканизация фторкаучуков
Фторкаучуки вулканизируют диаминами, органическими пероксидами, под действием излучений очень высокой энергии. Получаемые на основе фторкаучуков резины тепло-, атмосферо-, огне-, масло-, топливо-, кислото- и износостойки, устойчивы к окислителям.
Температура длительной эксплуатации 175—200 °C (резин на основе СКФ-32) и 200—250 °C (резин на основе СКФ-26). Резины на основе фторкаучуков применяются главным образом в производстве уплотнителей, работающих в контакте с агрессивными средами при высоких температурах.
Интервал допустимых рабочих температур от –40 до +200 °C. При более высоких температурах (свыше 300 °С) фторкаучуки начинают выделять токсичные канцерогенные фторсодержащие испарения; кроме того, однажды нагретые до высоких температур, такие уплотнения опасны даже после охлаждения. Поэтому нагрев свыше 300 °C должен быть исключен. Запрещается контакт с открытым огнём при монтаже/демонтаже.

## См.также
- Фторолефины